# Portland Transit Mall

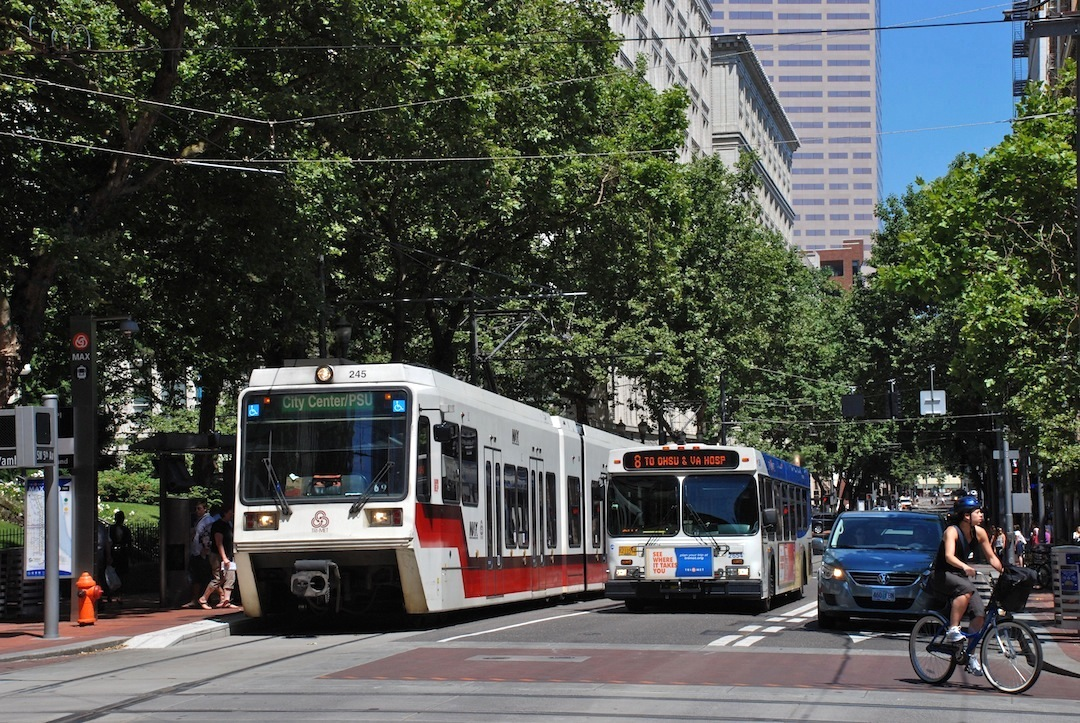
A 2009 óta érvényben lévő kialakítás

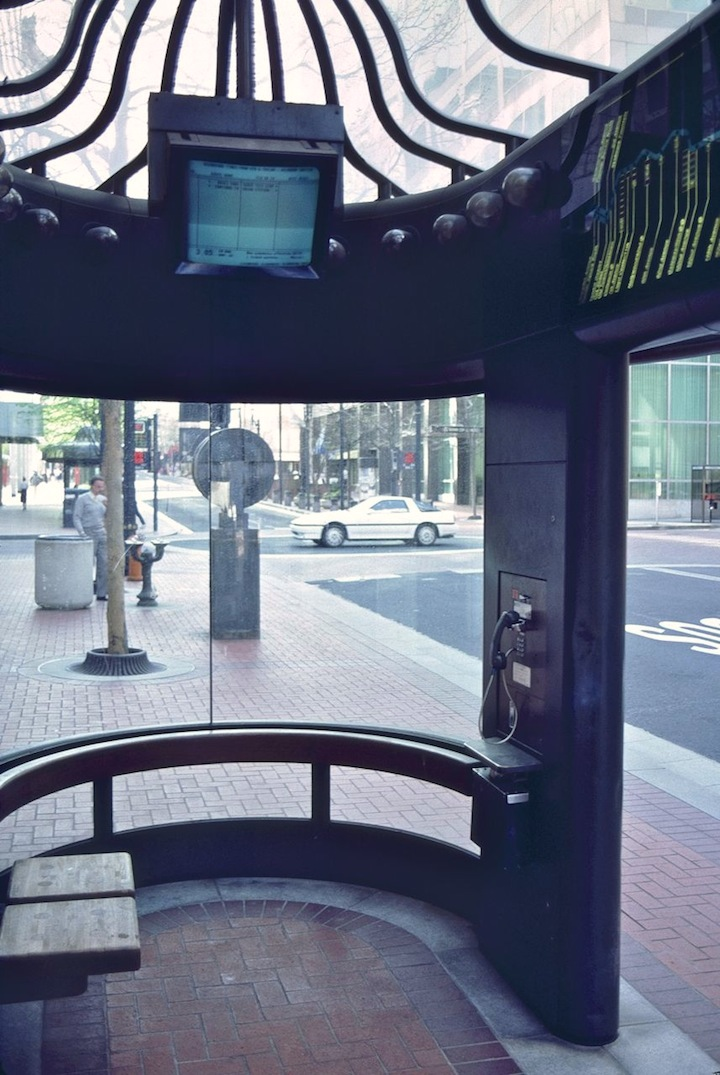
Esőbeálló 1987-ben

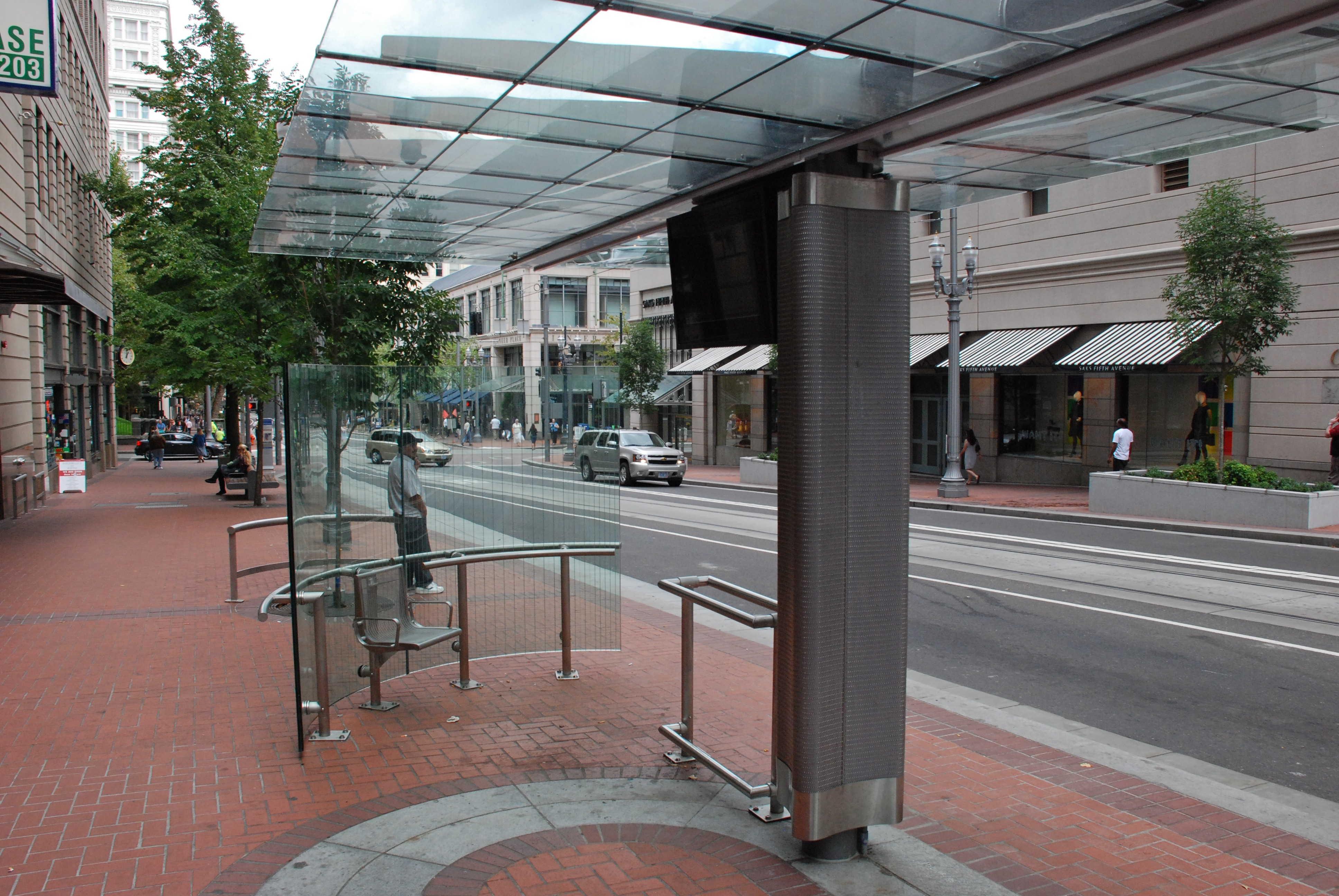
Az átépített esőbeállók

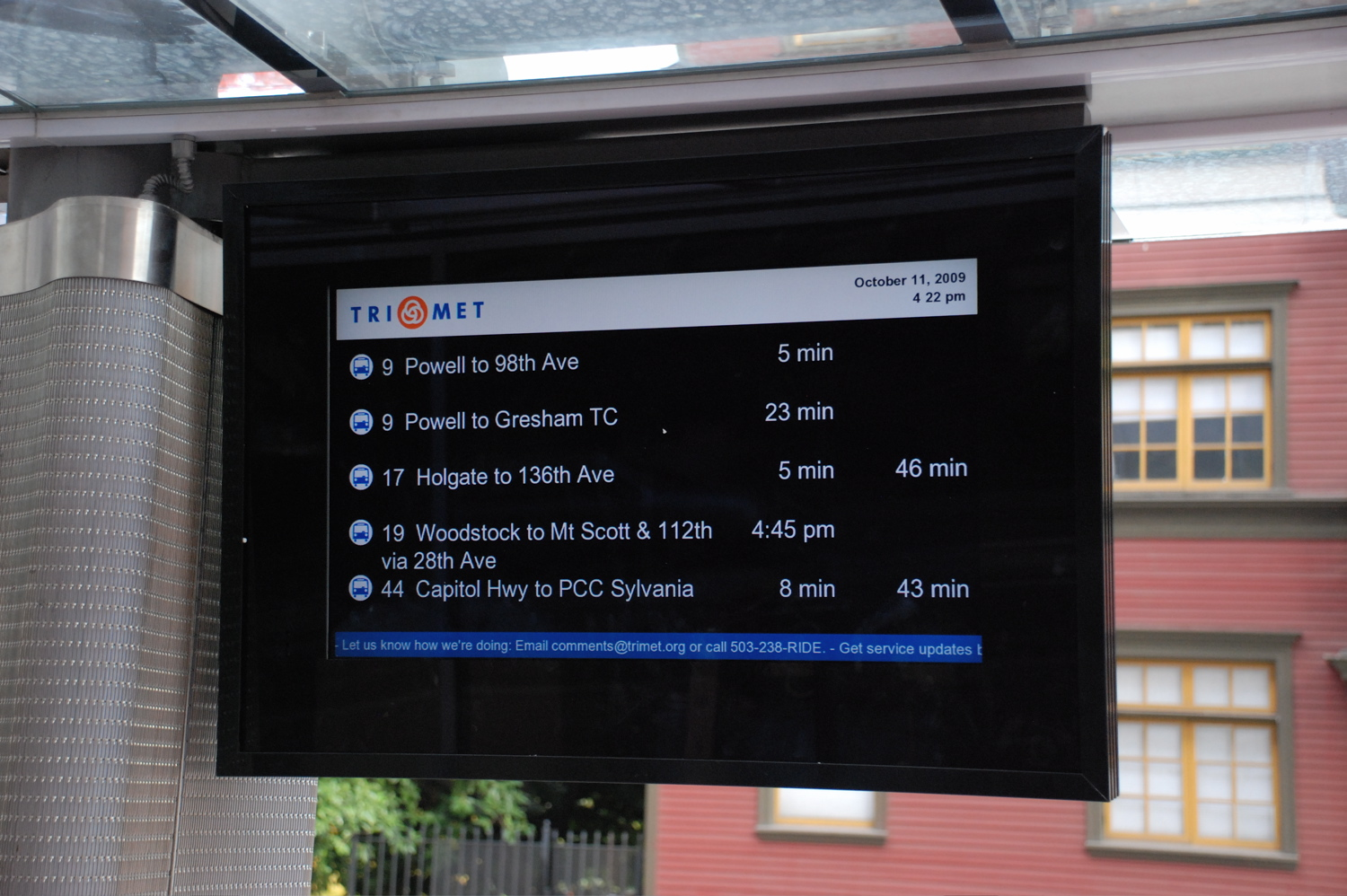
Új indulásjelző monitorok

A Portland Transit Mall tömegközlekedési folyosó (transit mall) az Amerikai Egyesült Államok Oregon államának Portland városában. Az északi irányban a 6., a déli irányban pedig az 5. sugárutakon haladó korridoron a három forgalmi sávból kettő a tömegközlekedési eszközök számára van fenntartva. A területet a TriMet buszai (köztük az FX2 BRT), a MAX vasútvillamos sárga, zöld és narancssárga vonalai, valamint a C-Tran gyorsjáratai érintik.
Az 1972-es belvárosfejlesztési terv részeként 1977-ben megnyílt területet eredetileg csak buszok szolgálták ki, a vasútvillamost 2009-ben építették ki. A 2007 és 2009 közötti átépítés során a felújított buszmegállókat 2009. május 24-én nyitották meg. A MAX sárga vonala 2009. augusztus 30-a, zöld vonala pedig szeptember 12-e óta érinti a körzetet. 2015 szeptembere óta a narancssárga vonal is erre közlekedik; a két viszonylat a térségben átszerel egymásba. 2009 ősze és 2014 júliusa között itt járt a Portland Vintage Trolley nosztalgiavillamos.

## Története
A TriMet által 1976–1977-ben kialakított Portland Transit Mallt (korábban Portland Mall) 1977. december 11-én adták át; névadó ünnepsége 1978 márciusában volt. A déli irányú buszok az 5., az északiak a 6. sugárúton haladnak; megnyitásakor része volt a belváros magja, a Burnside és Madison utcák közötti terület is.
1994 júniusában Chinatownon keresztül a Union Stationig és a Greyhound Lines autóbusz-állomásáig bővítették, majd a 2000-es évek elején a Portlandi Állami Egyetem körzetében szigetüzemek alakultak ki. A transit mall a Fareless Square díjmentes zóna része volt, amely hozzájárult ahhoz, hogy a TriMet az ország legelismertebb közlekedésszervezője legyen.
A 2007-es átépítés előtt a bal szélső sávokat két utcasaroknyi hosszúságban autók is használhatták; a harmadik keresztutcánál az út két sávra szűkült és csak buszok hajthattak be. Ezáltal az 5. és 6. sugárutakra autók is behajthattak, azonban az átutazó forgalmat korlátozták.

### Átépítése
2004-ben a vasútvillamos nyomvonal-korrekciója mellett döntöttek. A meglévő szakaszok kapacitásuk határán voltak, a zöld vonal építés alatt állt, a terület állapota pedig az építés óta eltelt három évtized alatt leromlott. A TriMet és a Metro agglomerációs kormányzat az úthálózatot úgy tervezte át, hogy a vasút, a buszok, és a belvárosi vállalkozások nyomására a magánjárművek is használhassák. Emellett a terület bővítéséről is döntöttek a Madison utcától a Stadium Freeway mentén a Portlandi Állami Egyetemig.
A munkálatok 2007. január 14-én kezdődtek. A két évig tartó felújítás során a korábban szándékosan szűkített utakat kettőről három sávosra bővítették, valamint lefektették a vasúti pályát. Ezalatt a buszok többsége a 3. és 4. sugárutak mentén közlekedett, egyes járatokat pedig a Columbia és Jefferson utcák által határolt hurokba tereltek. Buszsávokat nem jelöltek ki, de az ideiglenes megállókhoz ideiglenesen parkolóhelyeket számoltak fel.
2007-ben a politikai és üzleti szféra is biztos volt benne, hogy a fejlesztések a terület értéknövekedéséhez fognak vezetni.
A buszok 2009. május 24-étől használták újra a transit mallt, a MAX sárga viszonylatát pedig augusztus 30-án terelték át a korábbi nyomvonalról. A zöld vonal szeptember 12-én indult.
Az új kialakítás szerint a buszok és a vonatok megállóit is négy-öt utcasarkonként jelölték ki; a megállókat csoportokba osztották (az 5. sugárúton A, B, C és D; a 6. sugárúton W, X, Y, Z). A felújítás kezdetekor lerövidített buszviszonylatokat elterelték, mivel a területet vasúttal kívánták kiszolgálni. A transit mallt érintő 17 buszjáratból hat belvárosi szakaszán csak csúcsidőben közlekedik. Az 1977-ben épült esőbeállók közül csak a Salmon utcait hagyták meg; azóta büféként hasznosították.
Az autók néhány kivétellel sehol sem kanyarodhatnak jobbra; ehhez kétszer balra fordulva az előző keresztutcát tudják igénybe venni.

## Kialakítása
Az 1970-es években a gyalogosok számára vonzóbb környezet kialakításáról döntöttek. A járdákat kiszélesítették és burkolatukat dísztéglára cserélték, új fákat ültettek, valamint műalkotásokat és utcabútorokat (padok, virágcserepek) helyeztek el.
A buszmegállókban nagy méretű esőbeállókat építettek, amelyekben zárt láncú hálózatot használó indulásjelző monitort és nyilvános telefont helyeztek ki. Az indulásjelzőket az országban itt használták először városi közlekedésben. Az 1978-ban bekapcsolt fekete-fehér eszközöket 1988-ban színesekre cserélték.
A belvárosi buszvonalak többsége a transit mall nyomvonalát követte, de néhányat a MAX 1980-as építésekor a párhuzamos utcákba tereltek.
Utcasarkonként kettő buszmegállót létesítettek (harminc méterenként egyet), de az egyes járatok csak minden negyediknél (azaz két utcasarkonként) álltak meg. A megállókat messziről is látható színes jelekkel jelölték, amelyek a térképeken és más nyomtatott kiadványokban is megjelentek. A barna hód, zöld levél, sárga rózsa, narancssárga szarvas, piros hal, lila esőcsepp és kék hópehely jeleket „szektorszimbólumnak” is nevezték, mivel ezek útirányt is jelöltek (például a piros hal megállóból északra, a sárga rózsa megállóból délnyugatra indultak a buszok). Az első vasútvillamos-viszonylat 1986-os indulásakor a kék hópehely jelölést felszámolták, mivel a buszvonalak onnantól a vasútra ráhordó szerepet töltöttek be, és többé nem érintették a belvárost.
A 2007-ben kezdődő felújítástól a szimbólumok csak másodlagos szerepet töltöttek be: a megállótáblákon sokkal kisebb méretben jelentek meg, a térképekről pedig törölték őket. 2007 januárjában a szimbólumjelölést teljes egészében felszámolták.

## Megszűnt viszonylatok

### Nosztalgiavillamos
Az 1904-es portlandi villamosok 1991-ben készült másolataival közlekedő nosztalgiavillamos 1991 és 2014 között járt a MAX hálózatán. Kezdetben a Library–Gallery szakaszon közlekedett, majd 2009 szeptemberében a Portland Transit Mallhoz, a Union Station és a Portlandi Állami Egyetem közötti szegmensbe helyezték át. 2011-ben üzemideje évi 7–8 vasárnapra csökkent, 2014 júliusában pedig megszűnt. A kettő fennmaradt kocsit egy St. Louis-i nonprofit vállalat vásárolta meg.

### MAX Mall Shuttle
A MAX Mall Shuttle 2009. szeptember 14-e és 2011. június 5-e között a zöld és sárga vonalak mentesítőjárata volt, amely hétköznap délutánonként dél és 17:30 között járt a Union Station és a Portlandi Állami Egyetem között. A járat megszűnése óta a zöld és sárga vonalak járművei a belvárosban egységesen 7,5 perces követéssel közlekednek.

## Fordítás
- Ez a szócikk részben vagy egészben  a   Portland Transit Mall című angol Wikipédia-szócikk ezen változatának fordításán alapul.  Az eredeti cikk szerkesztőit annak laptörténete sorolja fel. Ez a jelzés csupán a megfogalmazás eredetét és a szerzői jogokat jelzi, nem szolgál a cikkben szereplő információk forrásmegjelöléseként.